# Erromenus lacunosus
Erromenus lacunosus là một loài tò vò trong họ Ichneumonidae.